# Ariyon Bakare
Pour les articles homonymes, voir Bakare.
 (octobre 2020).
Si vous disposez d'ouvrages ou d'articles de référence ou si vous connaissez des sites web de qualité traitant du thème abordé ici, merci de compléter l'article en donnant les références utiles à sa vérifiabilité et en les liant à la section « Notes et références ».
Ariyon Bakare né le 1er juillet 1971 à Londres, est un acteur anglais.

## Biographie
Ariyon Bakare est né le 1er juillet 1971 à Londres.
Il est diplômé de la Drama Centre London.

## Carrière
Il a débuté au théâtre, à la Royal Shakespeare Company. Il a été nommé pour un Ian Charleson Award pour son rôle de Florindo dans la pièce Arlequin valet de deux maîtres au théâtre du Young Vic. Il a également joué dans Dream of the Dog, où il incarne un architecte sud-africain. La pièce a reçu de nombreuses critiques élogieuses.
Il débute à la télévision en 1996 dans un épisode de Les Piégeurs. L'année d'après, il joue dans The Bill.
En 1999, il fait ses premiers pas au cinéma dans After the Rain, avec Paul Bettany et The Secret Laughter of Women, avec Colin Firth.
Entre 2001 et 2005, il joue dans la série Doctors. Il revient au cinéma l'année suivante dans 
En 2008, il tourne dans un épisode d'Inspecteur Frost et MI-5. L'année d'après, il est présent dans Meurtres en sommeil et le film Happy Ever Afters de Stephen Burke, avec Sally Hawkins.
En 2012, il joue dans Londres, police judiciaire. Il apparaît ensuite dans Dancing on the Edge et Inspecteur Lewis, l'année suivante.
En 2015, il joue aux côtés de Maisie Williams dans Doctor Who, mais également dans Tyrant et la mini-série, Jonathan Strange and Mr Norrell, ainsi qu'au cinéma dans Jupiter : Le Destin de l'univers et le film russe Dusha shpiona de Vladimir Bortko.
En 2017, il enchaîne avec un autre film de science-fiction, après Rogue One : A Star Wars Story de Gareth Edwards en 2016, il y incarne un astronaute dans Life : Origine inconnue, aux côtés de Jake Gyllenhaal, Rebecca Ferguson et Ryan Reynolds.

## Filmographie

### Cinéma

#### Longs métrages
- 1999 : After the Rain de Ross Kettle : Vusisizwe "Joseph"
- 1999 : The Secret Laughter of Women de Peter Schwabach : Révérend Fola
- 1999 : Dead Bolt Dead de James Rogan : Un voleur
- 2006 : Shoot the Messenger de Ngozi Onwurah : Elroy
- 2008 : The Dark Knight : Le Chevalier noir (The Dark Knight) de Christopher Nolan : Un garde
- 2009 : Happy Ever Afters de Stephen Burke : Wilson
- 2012 : Full Firearms d'Emily Wardill : Laslo
- 2015 : Jupiter : Le Destin de l'univers (Jupiter Ascending) de Lana et Lilly Wachowski : Greeghan
- 2015 : Dusha shpiona de Vladimir Bortko :
- 2016 : Rogue One : A Star Wars Story de Gareth Edwards : Blue Four
- 2017 : Life : Origine inconnue (Life) de Daniel Espinosa : Hugh Derry
- 2019 : Frankie d'Ira Sachs : Ian
- 2019 : The Drifters de Ben Bond : Cheikh Abdou
- 2022 : Maurice le chat fabuleux (The Amazing Maurice) de Toby Genkel et Florian Westermann : Noir-Mat (voix)

#### Courts métrages
- 1997 : More Is Less d'Andy Lambert : Le barman
- 2010 : Precipice de Julius Amedume : L'homme au téléphone
- 2020 : Waiting for Time de Kyle Bashford et Liam Bashford : Heath
- 2022 : Reflection de David Anderson : Frederick

### Télévision

#### Séries télévisées
- 1996 : Les Piégeurs (Thief Takers) : Joseph
- 1997 : The Bill : Paul Barnes
- 1998 : A Respectable Trade : Mehuru
- 1999 : Holby City : Steve Devern
- 1999 / 2009 / 2013 : Casualty : Steve Devern / Guy Trainor / Muraya Abasi
- 2000 - 2001 : Family Affairs : Adrian Scott
- 2001 - 2005 : Doctors : Dr Benjamin Kwarme
- 2008 : Inspecteur Frost (A Touch of Frost) : Jason Cohu
- 2008 : MI-5 (Spooks) : Nadif Abdelrashid
- 2008 : Roman Mysteries : Un africain
- 2009 : Meurtres en sommeil (Waking the Dead) : Victor
- 2011 : Silk : Peter Antwi
- 2012 : Londres, police judiciaire (Law and Order: UK) : Carl Lucas
- 2013 : Inspecteur Lewis (Lewis) : Carl Drew
- 2013 : Dancing on the Edge : Wesley
- 2015 : Tyrant : Solomon
- 2015 : Doctor Who : Leandro
- 2015 : Jonathan Strange and Mr Norrell : Stephen Black
- 2016 : Thirteen : Chef Superintendant Burridge
- 2016 : Affaires non classées (Silent Witness) : Père Anthony Dawes
- 2016 : Meurtres au paradis (Death in Paradise) : Astor Henri
- 2016 : New Blood : Marcus Johnson
- 2019 : Good Omens : Ligur
- 2019 - 2020 : His Dark Materials : À la croisée des mondes : Lord Carlo Boreal / Sir Charles Latrom
- 2019 - 2023 : Carnival Row : Darius
- 2021 : Des liens trop étroits (Too Close) : Dougie Thompson
- 2022 : Karen Pirie : Alex Gilbey Senior
- 2022 : Crossfire : Paul
- 2022 - 2023 : The Mosquito Coast : Richard Beaumont
- 2023 : Black Ops : Détective Inspecteur Clinton Blair
- 2025 : Doctor Who : Le Moteur à Histoires : Le Barbier

#### Téléfilms
- 1997 : Supply and Demand de Peter MacDonald : Willy Boy
- 2011 : Red Faction: Origins de Michael Nankin : Ben Sharpe